# Scuola Europea di Bruxelles I
La Scuola Europea di Bruxelles I si trova a Uccle, Brussels, Belgio. Fondata nel 1958, fu la seconda Scuola Europea in Europa (la prima era stata fondata in Lussemburgo).